# Liste der Monuments historiques in Friesenheim
Die Liste der Monuments historiques in Friesenheim führt die Monuments historiques in der französischen Gemeinde Friesenheim auf.

## Liste der Objekte
| Bezeichnung                         | Beschreibung                                  | Standort                                     | Kennzeichnung | Schutzstatus | Datum | Bild |
| ----------------------------------- | --------------------------------------------- | -------------------------------------------- | ------------- | ------------ | ----- | ---- |
| Skulptur Muttergottes von Neunkirch | Elfenbein, vermutlich aus dem 14. Jahrhundert | in der Kirche Notre-Dame in Neunkirch (Lage) | PM67000591    | Classé       | 1991  |      |